# Семья Бонанно
Преступная семья Бонанно является одной из «пяти семей», контролирующих организованную преступную деятельность в Нью-Йорке, США, и хорошо известна по феномену, известному как мафия (или коза ностра). Основанная в Бруклине, она объединяла выходцев из Кастелламаре — области на острове Сицилия. Другие семьи, в состав которых входили кастелламарцы, находились в Буффало и Детройте. А также существовала одна семья в Чикаго во главе с Джо Айелло. В конце 1920-х годов Айелло боролся против Аль Капоне за контроль над бутлегерским бизнесом в Чикаго. В 1930-е годы конфликт распространился на Нью-Йорк, где разыгралась настоящая драма между мощным сторонником Аль Капоне — Джо Массерией и боссом кастелламарцев — Сальваторе Маранзано. Последующие жестокие разборки и каждодневные перестрелки войдут в историю как Кастелламмарская война, признанная самым большим и кровопролитным конфликтом в истории «Коза Ностра».

## История преступной семьи Бонанно

### Образование семьи
Кастелламмарская война, происходившая между силами Джузепе «Джо Босса» Массерия и Салваторе Маранцано, стала своеобразным катализатором процесса создания «Пяти семей». Пребывая в обоих лагерях противников, Чарльз «Лаки» Лучано действовал лишь в своих интересах. Так, он в течение полугода убил обоих лидеров с тем, чтобы перестроить весь преступный мир, отменить пост «Босса Боссов», который самолично создал и занял Маранцано, и образовать Комиссию, призванную регулировать взаимоотношения между преступными семьями. Одной из таких пяти семей и стала преступная группа, образовавшаяся на основании части семьи Маранцано, и возглавляемая Джозефом «Банановым Джо» Бонанно.
К тому времени Бонанно был самым молодым из лидеров Пяти Семей — ему было всего лишь 26 лет. Он вовлёк семьи в важные преступные предприятия, такие как азартные игры, ростовщичество и рэкет. Семья Бонанно считалась одной из самых сплочённых семей мафии, так как практически все её члены являлись сицилийцами и происходили из той же местности, откуда приехал сам Бонанно, — Кастелламмаре-дель-Гольфо на Сицилии. Бонанно искренне верил в силу кровных уз и строгое сицилийское воспитание, которые могли сохранить традиционные ценности коза ностра.
Сила Бонанно была дополнена, помимо этого, и его близкими отношениями с Джозефом Профачи, главой одной из семей. Среди этих связей числилась и женитьба в 1956 году его сына Салваторе («Билла») на племяннице Профачи Розали. И даже если члены других семей и подумывали о вторжении на территорию Бонанно, то близкие связи с семьёй Профачи (позже ставшей известной как семья Коломбо), должны были заставить их подумать дважды, но смерть Профачи в 1962 году угрожала подорвать позиции Бонанно.

### Банановая война
Стычки между приверженцами Дигрегорио и Бонанно, возглавляемыми Фрэнком Лабруццо и сыном Бонанно Биллом, стали известны как Банановая война. Обстановка достигла предела, когда обе стороны договорились о мирной встрече в доме в Бруклине; люди Дигрегорио попытались из засады напасть на сторонников Бонанно, разразилась ожесточённая перестрелка, однако никто не был убит.
Дальнейшие мирные предложения были отвергнуты и проблемы внутри семьи продолжились. Комиссия, наконец, устала от такого положения вещей и заменила Дигрегорио Полом Шаккой, но война продолжилась, несмотря на множество трупов с обеих сторон.
Наконец сам Бонанно положил конец военным действиям, прячась, страдая от проблем с сердцем, он объявил о своей окончательной отставке в 1968 году (он дожил до 97 лет и умер в Тусоне (штат Аризона) 11 мая 2002 года).
Обе стороны объединились под руководством Шакки, но он был арестован в 1971 году по обвинению в распространении наркотиков и заменен Натале «Джо Бриллиант» Евола в качестве босса семьи. Его лидерство также было краткосрочным — он умер в 1973 году по естественным причинам и его место занял Филипп «Расти» Растелли.

### Стычки с Комиссией
Вследствие борьбы внутри семьи, её лишили места в Комиссии, и Растелли принял командование над злополучной и обречённой, с внешнего вида, организацией. Бывший друг Растелли Кармине Галанте стал его могущественным и опаснейшим противником.

Ранее являясь главным действующим лицом по импорту героина в США через Монреаль, Галанте решил улучшить операции семьи по перевозке наркотиков. Необычайно прибыльный бизнес сделал семье состояние, но удерживая другие семьи от этих золотых потоков, Галанте сам рыл себе могилу.
Когда восемь членов семьи Дженовезе были убиты по приказу Галанте, так как старались вторгнуться в его наркобизнес, другие семьи решили, что он им бесполезен в качестве главы семьи Бонанно. 12 июля 1979 года Галанте был застрелен тремя убийцами в ресторане района Бушуик, Бруклин.
Так Растелли вновь пришёл к власти, но внутренние раздоры семьи были далеки от завершения. Три «отступника» — капо Филипп Джиакконе, Аль «Сони Ред» Инделикато и Доминик «Большой Трин» Тринчера — начали открыто оспаривать лидерство Растелли и, видимо, готовили заговор с целью его свержения. С благословения остальных семей Растелли уничтожил всех троих с помощью тогдашнего заместителя босса Доминика «Сонни Блэк» Наполитано, равно как и с помощью будущего босса Джозефа «Большого Джо» Массино.
Предполагаемый «Босс» мафии в Монреале Вито Риззуто был экстрадирован из Канады в США и предстал в суде перед обвинениями в убийстве трёх капитанов семьи Бонанно в 1981 году. 

### Донни Браско
Двое из вовлечённых в убийство троих бунтующих капо были: Бенджамин «Левша» Руджеррио и его капо Доминик «Санни Чёрный» Наполитано. Он подружился с человеком, называвшим себя Донни Браско, и предложил его в качестве потенциального члена семьи, но Наполитано не знал, что Браско был агентом ФБР под прикрытием Джо Пистоне. Против членов семьи были выдвинуты многочисленные обвинения, а Руджеррио и Растелли получили длительные сроки. «Левша» провёл в тюрьме в общей сложности 11 лет и умер от рака лёгких через три года после своего освобождения. Худшая участь постигла Наполитано — 17 августа 1981 года он был застрелен в подвале дома Рона Филокомо самим Филокомо и Фрэнком «Карли» Лино.

### Перегруппировка семьи
Смерть Растелли в 1991 году положила конец периоду управления из-за тюремных стен, возвела на вершину Массино. Наконец семья нашла человека, который смог увеличить её доходы. Исповедуя более скрытный подход к ведению дел, Массино занимался отнюдь не только наркобизнесом (фактически обязательным для лидера банды), но и теми сферами, которые привлекали меньше внимания властей, чем наркотики, а именно рэкет на бирже, отмывание денег и ростовщичество. Близкий друг Массино и глава семьи Гамбино, Джон Готти, помог возобновить членство семьи Бонанно в Комиссии.
Впоследствии, в то время как боссы других семей преследовались законом по обвинениям в распространении наркотиков, Массино удалось избежать всякого рода проблем, до тех пор пока убийство Наполитано не нагнало его. Он и его заместитель босса, Салваторе Витале, были обвинены в 2003 году в организации убийства, кроме того против них свидетельствовало и двое собственных капо. Витале, который до этого был весьма лоялен к своему боссу, решил переметнуться на сторону правительства, так как ему грозили обвинения в ещё нескольких убийствах. Пожизненное заключение засветило перед Массино, но в 2004 году он стал первым действующим боссом, который стал информатором, уходя от своего последнего наказания.
Считается, что именно Массино указал ФБР на место в районе Озон-Парк, Квинс, под названием «Дыра», где в 1981 было найдено тело Альфонсе Инделикато. Решив копнуть поглубже, власти нашли останки Доминика Тринчеры и Филиппа Джиакконе, равно как и тело Джона Фавары, соседа босса семьи Гамбино Джона Готти, который насмерть сбил его сына, за что и поплатился жизнью.

## Современное положение дел
Бывший босс Джо Мо предоставил также и информацию о деятельности ведущих членов семьи и бывшего действующего босса Винсента Басчиано, чьи разговоры с Массино были записаны на плёнку в 2004 и начале 2005 самим перебежчиком.
До того как Массино стал информатором, действующим боссом оставался Энтони «Зелёный Тони» Урсо, но его правление было недолгим — его посадили в тюрьму по результату многочисленных обвинений, что привело к тому, что контроль над семьёй перешёл к Басчиано. Правлению Басчиано помешал его арест в 2004 году, но учитывая предательство Массино правоохранительные органы считают, что Басчиано до сих пор руководит семьёй из-за решетки.
Власти продолжают преследовать семью. 16 февраля 2006 года по обвинению в убийстве был арестован Майкл Манкузо — действующий босс, в то время как Босс Винсент Басчиано отбывает пожизненный срок по обвинению в заговоре с целью убийства, убийстве, организации нелегальных азартных игр. Главным обвинением против него стало обвинение в заговоре с целью убийства судьи и обвинителя по делу.
Федеральные правоохранительные органы недавно заявили в интервью «Нью-Йорк Дэйли Ньюс», что Босс Семьи Винсент Басчиано объявил 35-летнего жителя Элмонта, Лонг Айлэнд, Салваторе «Сэла Металлурга» Монтанью, действующего в Бруклине, новым «действующим боссом» семьи Бонанно. Сэл Монтанью был неизвестным солдатом из бронкской команды капо Патрика «Пэтти из Бронкса» ДеФилиппо и стал «действующим капо» команды после ареста ДеФилиппо в 2003 году по обвинениям в убийстве и рэкете.
Источники из правоохранительных органов заявили, что Сэл Монтанья был назначен «действующим боссом» с целью удержать власть в семье внутри бронкской группировки. Традиционно власть в семье удерживала бруклинская группировка до возвышения в начале 1970-х группировки из Квинса под руководством Филиппа «Расти» Растелли.
Возвышение бронкской группировки началось с продвижения Басчиано в качестве действующего босса, фактически главы семьи, продолжилось недолгим правлением Майкла Манкузо и сегодняшним управлением семьи Сэлом Монтанья под фактическим руководством Басчиано. Новый действующий босс часто упоминается как «Сэл Зип», так как он происходит из родного города Джо Бонанно Кастелламмаре-дель-Гольфо и тесно связан с сицилийской группировкой семьи под руководством Балдо Амато, отбывающего срок в тюрьме, и бывшим капо Чезаре Бонвентре, убитым в 1984 году.
Под руководством бывшего босса семьи Джо Массино, группировка вновь вернулась в список самых могущественных семей Нью-Йорка и вновь стала ведущей силой американского криминального мира, но высокий уровень приговоров и предательство её ведущих членов свели усилия по восстановлению былой мощи на нет.
Предательство бывших боссов семьи — Джо Массино и Салваторе Витале, наряду с четырьмя высокопоставленными капо, привело к тому, что семья Бонанно потеряла свою силу, влияние и уважение в преступном мире Нью-Йорка, невиданную со времён инцидента с Донни Браско. Предстоящий суд над капо Майклом «Мики Носом» Манкузо и Патриком «Пэтти из Бронкса» ДеФилиппо по обвинениям в убийствах, нелегальных азартных играх и рэкете будет решать не только способность бронксской группировки оставаться у власти в семье, но и выживание некогда могущественной семьи в преступном мире Северной Америки. Басчиано до сих пор является предполагаемым боссом семьи, в то время как с конца 2006 Салваторе «Сэл Металлург» Монтанья является «действующим боссом» и следует приказаниям, отбывающего срок Басчиано. Имея в качестве «действующего заместителя» Николаса «Ники Рта» Сантора (заменяет заключённого Майкла «Мики Носа» Манкузо) и Энтони «Мистер Рыба» Рабито (предполагаемый советник), Монтанья способен проводить операции для Винсента «Красавчика Винни» Басчиано.

## Боссы преступной семьи Бонанно

Винсент «Красавчик» Басчиано

- 1909—1912 — Себастьяно ДиГаэтано (ушёл в отставку)
- 1912—1930 — Никола «Кола» Скиро (бежал на Сицилию)
- 1930—1931 — Сальваторе «Цезарь» Маранцано (убит 10 сентября 1931)
- 1931—1964 — Джо «Банановый Джо» Бонанно (патриарх семьи, официально ушёл с должности в декабре 1964)
  - 1963—1964 — Джон Моралес (временный босс)
- 1965— Гаспар «Гаспарино» Дигрегорио (ушёл в отставку)
  - 1966—1968 — Пол Шакка (временный босс)
- 1968—1970 — Пол Шакка (приговорён к тюремному заключению 12 мая 1971)
- 1971—1973 — Натале «Бриллиантовый Джо» Эвола (умер 28 августа 1973)
- 1973—1975 — Филипп «Расти» Растелли (приговорён к тюремному заключению в 1975)
- 1975—1979 — Кармине «Лило» Галанте (де-факто босс, убит 12 июля 1979)
- 1979—1991 — Филипп «Расти» Растелли (условно-досрочно освобождён в 1984, вновь приговорён к тюремному заключению в 1986, приговорён к 12 годам тюрьмы в 1987, освобождён 21 июля 1991, тремя днями позже скончался в больнице Квинса)
  - 1979—1984 — Сальваторе «Сэлли Фрукт» Ферруджия (временный босс)
  - 1987—1992 — Энтони Сперо (временный босс)
- 1991—2005 — Джозеф «Большой Джо» Массино (приговорён к тюремному заключению 9 января 2003, перешёл на сторону правительства в октябре 2004)
  - 2003—2004 — Энтони «Зелёный Тони» Урсо (временный босс, приговорён к тюремному заключению 20 января 2004)
  - 2004 — Винсент «Красавчик Винни» Басчиано (временный босс, избран боссом)
- 2004—2011 — Винсент «Красавчик Винни» Басчиано (заключён в тюрьму ноябрь 2004 года, приговорён к пожизненному заключению в июле 2007 года, ушёл в отставку)
  - 2004—2006 — Майкл «Мики Нос» Манкузо[англ.] (временный босс, осуждён 16 февраля 2006)
- 2006—2009 — Сальваторе «Сэл Металлург» Монтанья (временный босс, депортирован в Канаду в апреле 2009,[5], убит в ноябре 2011)
- 2010—2012 — Винсент «Винни Т.В.» Бадаламенти (временный босс, осуждён в январе 2012[6]
- 2013—н. в. — Майкл «Мики Нос» Манкузо (освобождён из тюрьмы 12 марта 2019)
  - 2013—2014 — Томас «Томми Ди» ДиФьоре (временный босс;[7] арестован 23 января 2014)
  - 2014—2015 — Джон «Джонни Скайуэй» Палаццоло (временный босс; арестован 27 марта 2015 за нарушение условий досрочного освобождения[8]
  - 2015—2019 — Джозеф «Джо Сондерс» Каммарано-младший (временный босс;[9] 12 января 2018 года обвинён в рэкете и вымогательстве, оправдан 13 марта 2019 года[10][11])

## Современные лидеры семьи
- Босс — Майкл «Нос» Манкузо — нынешний официальный босс семьи Бонанно. Прежде чем присоединиться к ней, Манкузо был связан с Пурпурной бандой Восточного Гарлема. В августе 1984 года Манкузо застрелил свою жену, за что получил 10 лет тюрьмы[12]. В феврале 2006 года арестован в Лас-Вегасе за заказ убийства соратника Рэндольфа Пиццоло в ноябре 2004 года[13][14]. 16 декабря 2008 года судья Николас Гарауфис приговорил Манкузо к 15 годам тюремного заключения за убийство Пиццоло[15]. Манкузо был освобождён 12 марта 2019 года[16]. 9 марта 2022 года Манкузо был вновь арестован и находится под следствием за нарушение условий контролируемого освобождения путём связи с членами организованной преступности[17].
- Уличный босс — Джон «Джонни Скайуэй» Палаццоло — высокопоставленный член фракции Бронкса, Палаццоло был принят в семью в 1977 году вместе с Фрэнком Коппа-старшим, Чезаре Бонвентре и Бальдассаре «Бальдо» Амато. В 2012 году Палаццоло вышел из тюрьмы после отбытия 10-летнего срока за покушение на убийство[18]. В 2014 году Палаццоло стал исполняющим обязанности находящегося в заключении босса Майкла Манкузо, но 27 марта 2015 года был арестован за нарушение условий досрочного освобождения. Его видели на встрече с консильери Энтони «Жирный Тони» Рабито и другими участниками семьи Бонанно. Его приговорили к году и одному дню лишения свободы и освободили в 2016 году[19].
- Младший босс — неизвестен.
- Консильери — неизвестен.

## Современные капо семьи
- Майкл «Мики Нос» Манкузо — действующий босс семьи. Отбывает срок по федеральным обвинениям в рэкете.[20]
- Джозеф «Джо Дези» ДеСимоне — капо из Квинса. Бывший "уличный" солдат, ДеСимоне предположительно вовлечен в ростовщичество и вымогательства. Считается, что ДеСимоне принимал активное участие в тройном убийстве Джиакконе, Доминика Тринчеры и Альфонса Инделикато.[21][22]
- Энтони «Бруно» Инделикато — капо из Квинса. Член организации с конца 70х, предположительный убийца Кармине Галанте и сын Альфонса «Сонни Реда» Инделикато, он унаследовал команду отца и, таким образом, обладает властью наравне с лидерами.[23]
- Энтони «Ти Джи» Грацианно — капо и бывший советник. Признанный капо Стэйтен Айлэндской группировки семьи с 80х, Грацианно промышляет мошенничеством с пенсионными фондами, равно как и наркобизнесом во Флориде. Отбывает срок с 2002 года по обвинениям в рэкете и убийстве.[24]
- Луис «Луи Ха Ха» Аттаназио — капо бронкской команды и приверженец Массино и Витале, до того времени, как те переметнулись на сторону властей. Сейчас заключен под стражу и ожидает официального обвинения.[25]
- Энтони «Тони Грин» Урсо — капо при Массино. После заключения Массино повышен до действующего босса, но посажен в тюрьму в 2004 году по обвинению в вымогательстве и ростовщичестве.[26]
- Питер «Заяц» Калабрезе — капо и старый приверженец Луи Аттаназио и Джо Массино. Предположительно входил в правление семьи, но был изгнан из-за низких прибылей. Сегодня отбывает срок.[27]
- Винсент «Винни» Азаро — капо с конца 80х. Согласно показаниям Генри Хилла, Азаро заправлял многомиллионным делом по разборке угнанных машин в течение 90х и ограблениями в аэропорту Кеннеди. В 1995 получил пятилетний срок за рэкет и коррумпирование предприятий.[28]
- Джозеф «Джо Сандерс» Каммарано — капо семьи с 90х. Каммарано был одним из 17 членов семьи, осуждённых в 2007 году за рэкет, заговор с целью убийства, нелегальные азартные игры, вымогательства, ростовщичество и торговлю наркотиками.[4]
- Патрик «Пэтти из Бронкса» ДеФилиппо — капо бронкской группировки семьи и лидер сицилийцев. Осужден за рэкет. Сменен Салваторе Монтанья .[29]
- Джером «Джерри» Азаро — капо из Квинса, занимается азартными играми и ростовщичеством. Сейчас ожидает приговора.[4]
- Николо «Ник» Риззуто — капо монреальской группировки семьи. Признанный глава шести канадских семей. Занимался распространением кокаина и героина. Убит 10 ноября 2010 года в Монреале.[30]
- Вито «Вито» Риззуто — капо и босс монреальской семьи, союзник семьи Бонанно. Рождённый в Италии, он иммигрировал со своим отцом Ником Ризутто в 50е годы и создал мафиозную семью, действовал в Канаде и был активно вовлечен в мировой наркотрафик. Умер 23 декабря 2013 года от рака легких.[31]